# 时延春
时延春（1942年2月—），山东章丘人，中华人民共和国政治人物、外交官。
1999年，接替吴珉珉，担任中华人民共和国驻叙利亚大使。2002年，由周秀华接任。